# سوروكابا
سوروكابا (بالبرتغالية: Sorocaba‏) هي مدينة وبلدية تقع في البرازيل في ساو باولو (ولاية). يقدر عدد سكانها بـ 700,692 نسمة ومساحتها 456 كم2 .

## المناخ
يظهر الجدول التالي التغييرات المناخية على مدار السنة لسوروكابا:
| البيانات المناخية لـسوروكابا      | البيانات المناخية لـسوروكابا | البيانات المناخية لـسوروكابا | البيانات المناخية لـسوروكابا | البيانات المناخية لـسوروكابا | البيانات المناخية لـسوروكابا | البيانات المناخية لـسوروكابا | البيانات المناخية لـسوروكابا | البيانات المناخية لـسوروكابا | البيانات المناخية لـسوروكابا | البيانات المناخية لـسوروكابا | البيانات المناخية لـسوروكابا | البيانات المناخية لـسوروكابا | البيانات المناخية لـسوروكابا |
| الشهر                             | يناير                        | فبراير                       | مارس                         | أبريل                        | مايو                         | يونيو                        | يوليو                        | أغسطس                        | سبتمبر                       | أكتوبر                       | نوفمبر                       | ديسمبر                       | المعدل السنوي                |
| --------------------------------- | ---------------------------- | ---------------------------- | ---------------------------- | ---------------------------- | ---------------------------- | ---------------------------- | ---------------------------- | ---------------------------- | ---------------------------- | ---------------------------- | ---------------------------- | ---------------------------- | ---------------------------- |
| الدرجة القصوى °م (°ف)             | 34 (93)                      | 34 (93)                      | 34 (93)                      | 32 (90)                      | 30 (86)                      | 28 (82)                      | 30 (86)                      | 32 (90)                      | 34 (93)                      | 34 (93)                      | 34 (93)                      | 34 (93)                      | 34 (93)                      |
| متوسط درجة الحرارة الكبرى °م (°ف) | 30 (86)                      | 30 (86)                      | 30 (86)                      | 28 (82)                      | 25 (77)                      | 24 (75)                      | 24 (75)                      | 27 (81)                      | 27 (81)                      | 29 (84)                      | 29 (84)                      | 30 (86)                      | 28 (82)                      |
| متوسط درجة الحرارة الصغرى °م (°ف) | 20 (68)                      | 20 (68)                      | 19 (66)                      | 18 (64)                      | 14 (57)                      | 13 (55)                      | 12 (54)                      | 13 (55)                      | 15 (59)                      | 17 (63)                      | 18 (64)                      | 19 (66)                      | 17 (63)                      |
| أدنى درجة حرارة °م (°ف)           | 16 (61)                      | 16 (61)                      | 16 (61)                      | 13 (55)                      | 9 (48)                       | 8 (46)                       | 7 (45)                       | 7 (45)                       | 10 (50)                      | 12 (54)                      | 13 (55)                      | 14 (57)                      | 7 (45)                       |
| الهطول مم (إنش)                   | 288 (11.3)                   | 157 (6.2)                    | 118 (4.6)                    | 42 (1.7)                     | 62 (2.4)                     | 33 (1.3)                     | 52 (2.0)                     | 28 (1.1)                     | 63 (2.5)                     | 87 (3.4)                     | 127 (5.0)                    | 178 (7.0)                    | 1٬235 (48.6)                 |
| متوسط الأيام الممطرة              | 17                           | 13                           | 10                           | 6                            | 6                            | 4                            | 5                            | 4                            | 7                            | 10                           | 10                           | 13                           | 105                          |
| المصدر: CIIAGRO                   |                              |                              |                              |                              |                              |                              |                              |                              |                              |                              |                              |                              |                              |

## توأمة
لسوروكابا اتفاقيات توأمة مع كل من:
- بليم
- نانتشانغ
- ووشي
- تشيتشستر
- انيانغ
- مجلس سعرة النقب

## أعلام
- دانيلو كيرينو دي أوليفيرا
- مارينيو بيريز
- جيفرسون غونكالو
- برونو فوميكونو
- الياني جيارديني
- رافاييل كابرال